# 明道 (北宋)
明道（めいとう）は、中国・北宋の仁宗の治世で用いられた元号。1032年 - 1033年。

## 西暦等との対照表
| 明道 | 元年   | 2年    |
| 西暦 | 1032年 | 1033年 |
| 干支 | 壬申   | 癸酉   |
| 遼   | 重熙元 | 重熙2  |
| 西夏 | 顕道元 | 顕道2  |